# Association for Better Living and Education
L'Association for Better Living and Education (ABLE) è una organizzazione no-profit con sede a Los Angeles in California legata a Scientology. Come suo scopo dichiara "creare un futuro migliore per i bambini e le comunità". Essa promuove tale scopo utilizzando la diffusione degli insegnamenti e gli scritti di Ron Hubbard ed è stata classificata come organizzazione collegata a Scientology. Fondata nel 1988, il quartier generale si trova al 7065 Hollywood Boulevard

## Programma
ABLE agisce come sorta di ombrello per quattro differenti organizzazioni:
- Applied Scholastics, programma di educazione scolastica basato sugli scritti di Ron Hubbard (cosiddetta "tecnologia di studio");
- Criminon, programma di riabilitazione per carcerati destinato a portar loro gli insegnamenti di Hubbard
- Narconon, programma di riabilitazione dalle droghe
- Fondazione La via della felicità volta a diffondere i precetti morali non religiosi di Hubbard.

## Critiche
Nonostante vari organizzazioni di Scientology siano registrate come enti legalmente separati, i critici rilevano che tali organizzazioni sono sempre controllate dalla chiesa di Scientology. Il sito web Studytech.org (sito di Dave Touretzky) afferma che "Applied Scholastics è un'organizzazione legalmente a sé stante. In ogni caso ha così tanti legami con la chiesa di Scientology [...] che non può considerarsi altro che una sussidiaria di Scientology".
Nanette Asimov, reporter del San Francisco Chronicle, in un articolo critico su ABLE e i Narconon, scriveva che il programma antidroga dei Narconon, che includeva alcune teorie mediche che gli esperti descrivono come irresponsabili e pseudoscientifiche, insegna teorie e concetti propri della chiesa di Scientology, cosicché il risultato è l'introduzione degli studenti al credo scientologico.
Nel 1993 ABLE e gli enti cui fa da "ombrello" furono inclusi nell'accordo per l'esenzione fiscale tra l'Internal Revenue Service (IRS) - agenzia esattoriale del governo federale degli USA e la chiesa di Scientology.